# Atomosia anonyma
Atomosia anonyma là một loài ruồi trong họ Asilidae. Atomosia anonyma được Williston miêu tả năm 1901. Loài này phân bố ở vùng Tân nhiệt đới.